# Episodi di The Ren & Stimpy Show (terza stagione)
La terza stagione della serie animata The Ren & Stimpy Show, composta da 10 episodi, è stata trasmessa negli Stati Uniti, da Nickelodeon, dal 20 novembre 1993 al 30 luglio 1994.
In Italia è stata trasmessa su Comedy Central dal 9 settembre al 20 settembre 2024. Una versione sottotitolata in italiano è stata trasmessa su Nickelodeon nel 2016.
| nº | Titolo originale          | Titolo italiano              | Prima TV USA     | Prima TV Italia   |
| -- | ------------------------- | ---------------------------- | ---------------- | ----------------- |
| 1  | To Salve and Salve Not!   | Pomata o non pomata          | 20 novembre 1993 | 9 settembre 2024  |
| 1  | A Yard Too Far            | Una meta troppo lontana      | 20 novembre 1993 | 9 settembre 2024  |
| 2  | Circus Midgets            | Nani da circo                | 26 novembre 1993 | 10 settembre 2024 |
| 2  | No Pants Today            | Oggi niente mutande          | 26 novembre 1993 | 10 settembre 2024 |
| 3  | Ren's Pecs                | I pettorali di Ren           | 18 dicembre 1993 | 11 settembre 2024 |
| 3  | An Abe Divided            | Un Abraham senza testa       | 18 dicembre 1993 | 11 settembre 2024 |
| 4  | Stimpy's Cartoon Show     | Il cartone animato di Stimpy | 8 gennaio 1994   | 12 settembre 2024 |
| 5  | Jimminy Lummox            | Grillone parlante            | 19 febbraio 1994 | 13 settembre 2024 |
| 5  | Bass Masters              | Campioni di pesca            | 19 febbraio 1994 | 13 settembre 2024 |
| 6  | Ren's Retirement          | Il pensionamento di Ren      | 2 aprile 1994    | 16 settembre 2024 |
| 7  | Jerry the Bellybutton Elf | Jerry l'elfo dell'ombelico   | 9 aprile 1994    | 17 settembre 2024 |
| 7  | Road Apples               | Schifezze su strada          | 12 marzo 1994    | 17 settembre 2024 |
| 8  | Hard Times for Haggis     | Tempi duri per Haggis        | 30 aprile 1994   | 18 settembre 2024 |
| 9  | Eat My Cookies            | Mangia i miei biscotti       | 4 giugno 1994    | 19 settembre 2024 |
| 9  | Ren's Bitter Half         | L'amara metà di Ren          | 4 giugno 1994    | 19 settembre 2024 |
| 10 | Lair of the Lummox        | La tana del Testone          | 30 luglio 1994   | 20 settembre 2024 |

## Pomata o non pomata
Visto che Ren detesta gli acquisti, Stimpy cerca di comprare tutte le pomate del venditore. Però, il Chihuahua lo fa cacciare via di casa e, infatti, lo ritrova in tutta la casa. Alla fine, Ren scopre che la carta igienica è finita e, disperatamente, decide di comprare le pomate del venditore. Ma, sfortunatamente, il tizio spiega al protagonista che Stimpy ha comprato tutte le sue pomate.

## Una meta troppo lontana
Ren e Stimpy sono affamati, ma scoprono che nella casa dei Pipes hanno le guance di maiale sulla finestra. Purtroppo, se vogliono mangiarle, dovranno attraversare vicino alla cuccia del babbuino. Tuttavia, dopo tanti fallimenti, Ren decide di usare una marionetta di una babbuina per far innamorare l'animale. Alla fine, il protagonista si gode le guance di maiale insieme a Stimpy.

## Nani da circo
Ren e Stimpy cercano di prendere un taxi, ma per sbaglio, vengono rapiti dai clown molto piccoli.

## Oggi niente mutande
Stimpy scopre che è nudo e cerca infatti, un paio di mutande.

## I pettorali di Ren
Mentre Ren sta camminando con Stimpy in spiaggia, si scontra con un tizio e lo insulta, per poi scoprire che è un uomo muscoloso e molto alto. Ren viene picchiato, e l'uomo poi mostra i suoi pettorali davanti a un sacco di donne. Per fargliela pagare, Ren si fa fare un intervento per farsi i pettorali, realizzati grazie alle cellule adipose di Stimpy. Tornato in spiaggia, combatte con l'uomo, vince, e va dalle donne a divertirsi. Stimpy però è triste, perché da quando si è fatto fare i pettorali passa molto meno tempo con lui. Un po' di tempo passa, e mentre Ren è diventato un uomo ricco e di successo, trova Stimpy che lavora come suo maggiordomo, senza che egli se ne accorga, e Stimpy si commuove perché potrà passare di nuovo tempo con lui.

## Un Abraham senza testa
Ren e Stimpy sono incaricati di sorvegliare la statua di Abraham Lincoln.

## Il cartone animato di Stimpy
Stimpy crea il suo film d'animazione per farlo vedere al suo idolo, Wilbur Cobb e Ren, infatti, ne è il produttore.

## Grillone Parlante
Per far calmare Ren, Stimpy chiama il Grillone Parlante (una parodia del Grillo Parlante di Pinocchio).

## Campioni di pesca
Ren cerca di spiegare come si pesca, ma Stimpy, Wilbur Cobb e i pesci lo infastidiscono. 

## Il pensionamento di Ren
Ren compie 10 anni, ma Stimpy spiega che sono 70 anni canini e, all'improvviso, il Chihuahua si invecchia. Così, il vecchio Ren deve trovare una bara giusta per finire la sua vita.

## Jerry l'elfo dell'ombelico
Dopo essere entrato dentro il suo ombelico, Stimpy incontra Jerry, l'elfo dell'ombelico.

## Schifezze su strada
Ren e Stimpy scoprono che il Signor e la Signora Pipa possiedono un camper.

## Tempi duri per Haggis
Lo show di Haggis non va più di moda dopo che  Lo show di Ren e Stimpy diventa un fenomeno, così Haggis decide di vendicarsi.

## Mangia i miei biscotti
Ren e Stimpy incontrano delle Girl Scouts che vendono biscotti e decidono di aiutarle.

## L'amara metà di Ren
La nuova formula del DNA di Stimpy divide a metà Ren nelle metà opposte della sua personalità, con Ren cattivo e Ren indifferente.

## La tana del Testone
Ren e Stimpy spiegano la vita dei Testoni.